# Рагби на снегу
Рагби на снегу (енгл. Snow rugby) је варијанта рагби јуниона која се игра на снегу. Овај верзија рагбија је популарна у земљама са хладном климом, Русији, Финској и Канади. Турнири у рагбију на снегу се одржавају и у Аргентини, Летонији, Индији и Француској. Рагбисти се слојевито облаче да би играли рагби на снегу. Утакмица траје 14 минута, једно полувреме траје 7 минута. Тим за рагби на снегу броји 7 рагбиста.